# Plátanos (ort i Grekland, Epirus, Nomós Ioannínon)
Plátanos (Platanos) är en ort i Grekland.   Den ligger i prefekturen Nomós Ioannínon och regionen Epirus, i den centrala delen av landet, 300 km nordväst om huvudstaden Aten. Plátanos ligger 623 meter över havet och antalet invånare är 170.
Terrängen runt Plátanos är kuperad. Runt Plátanos är det glesbefolkat, med 8 invånare per kvadratkilometer. Närmaste större samhälle är Ioánnina, 11,8 km nordväst om Plátanos. I omgivningarna runt Plátanos växer i huvudsak blandskog.